# Герман Пфайффер
Герман Пфайффер (нім. Hermann Pfeiffer; 24 липня 1890, Тенген — 20 травня 1917) — німецький льотчик-ас, лейтенант Прусської армії (21 листопада 1916).

## Біографія
Вступив в армію 1 жовтня 1913 року, отримав звання унтерофіцера під час служби в 114-му баварському піхотному полку. В липні 1915 року подав рапорт про направлення його на льотну підготовку. Після її завершення отримав розподіл в 10-й польовий льотний дивізіон, де 11 липня 1916 року був підвищений до віцефельдфебеля. Через місяць його перевели в ескадрилью 3-ї армії, оснащену одномісними монопланами Fokker, і Пфайффер здобув у її складі перші 4 перемоги. 7 жовтня 1916 року ескадрилья була перетворена на 9-ту винищувальну ескадрилью. 20 травня 1917 року загинув при випробуваннях трофейного винищувача Nieuport.
Всього за час бойових дій здобув 11 повітряних перемог.

## Нагороди
- Залізний хрест
  - 2-го класу (травень 1915)
  - 1-го класу (10 серпня 1916)
- Нагрудний знак військового пілота (Пруссія)
- Орден Військових заслуг Карла Фрідріха
  - срібна медаль (21 листопада 1916)
  - лицарський хрест (2 березня 1917)